# Pavel Novotný (attore pornografico)
Pavel Novotný, pseudonimo di Jaroslav Jiřík (Praga, 5 febbraio 1977), è un ex attore pornografico ceco, che ha lavorato in film pornografici gay, bisex ed etero sotto diversi pseudonimi.

## Biografia
Debutta nel 1998, lavorando per Williams Higgins e Bel Ami. Nel corso degli anni lavora nella pornografia usando diversi pseudonimi, quali Jan Dvorak e Max Orloff, e partecipando a film di vari genere, bisex, etero ma soprattutto gay. Novotný è noto per la sua fisicità pulita, la muscolatura scolpita e per il suo pene non circonciso di notevoli dimensioni, 21 cm.
Ha ricoperto per gran parte della sua carriera il ruolo di attivo e alcune volte quello di passivo, come nel film Czech Point dove è stato penetrato da Chris Steele. Tra i suoi film più noti c'è The Jan Dvorak Story, che nel 2002 gli ha fatto vincere un Adult Erotic Gay Video Awards come "Miglior attore internazionale".
Nel marzo del 2009 mentre si trovava a Cuba, in vacanza con l'amico Zdeněk Tovara, è stato coinvolto in una rissa all'aeroporto dell'Avana, rivolgendo insulti verso Fidel Castro, Raúl Castro e il regime comunista. I due amici hanno subito un processo nel novembre 2009, in cui il cantante britannico George Michael ha fornito assistenza legale e finanziaria ad entrambi. Nel maggio del 2010 Jiřík e Tovara sono stati rimpatriati in Repubblica Ceca.

## Filmografia parziale

### Attore
- Czech Point (1999)
- Prague Buddies (1999)
- Rapture: The Pavel Dubcek Legend (1999)
- 101 Men 7 (2000)
- Cock Tail Gang Bang (2000)
- Prague Buddies 2: Verbotene Leibe (2000)
- Prague Rising (2000)
- Team Play (2000)
- A Wank in the Woods (2001)
- Back Room (2001)
- Carlo And Friends (2001)
- Cover Boys (2001)
- Jan Dvorak Story (2001)
- Bi The Blue Line (2002)
- Bi-Nurse Power (2002)
- Czech Firemen (2002)
- High Sticking (2002)
- Out at Last 2: Bonbons (2002)
- Sodomania 37 (2002)
- Wrestling Team (2002)
- 9th Warrior Gladiators Night (2003)
- Julian (2003)
- Under The Big Top (2003)
- Jan Dvorak And His Friends (2004)
- Stranger in the City (2004)
- Best of Jan Dvorak (2009)
- Toned And Fit Hunks (2010)

### Regista
- Bi The Blue Line (2002)